# Il prefetto di ferro
Il prefetto di ferro är en italiensk dramafilm från 1977 i regi av Pasquale Squitieri.

## Utmärkelser
Filmen vann priset David di Donatello för bästa film 1978.

## Roller (urval)
- Giuliano Gemma – Cesare Mori
- Claudia Cardinale – Anna Torrini
- Stefano Satta Flores – Francesco Spanò
- Francisco Rabal – Albanese
- Lina Sastri – kvinnan från Gangi
- Massimo Mollica – åklagaren
- Rik Battaglia – Antonio Capecelatro
- Salvatore Billa – Francesco Dino
- Enzo Fiermonte – Carmelo Loschiavo
- Ennio Antonelli – informanten
- Paul Müller – provinsialläkaren
- Vittorio Duse – stinsen